# Tooele County

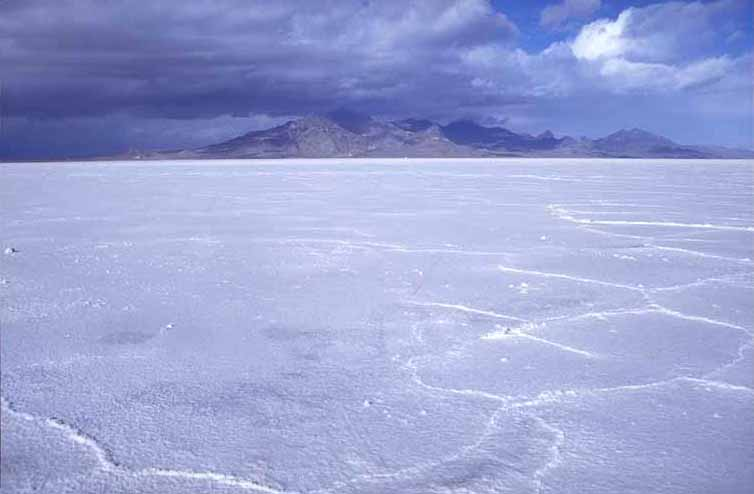
De Bonneville-zoutvlakte

Tooele County is een van de 29 county's in de Amerikaanse staat Utah.
De county heeft een landoppervlakte van 17.950 km² (de op een na grootste county, na San Juan) en telt 40.735 inwoners (volkstelling 2000). De hoofdplaats is Tooele.
Een groot deel van de county bestaat uit woestijn. Hierin ligt onder meer de beroemde Bonneville-zoutvlakte.

## Bevolkingsontwikkeling
Beaver · Box Elder · Cache · Carbon · Daggett · Davis · Duchesne · Emery · Garfield · Grand · Iron · Juab · Kane · Millard · Morgan · Piute · Rich · Salt Lake · San Juan · Sanpete · Sevier · Summit · Tooele · Uintah · Utah · Wasatch · Washington · Wayne · Weber